# Nightswimming
Nightswimming is een nummer van de Amerikaanse rockband R.E.M. uit 1993. Het is de vijfde single van hun achtste studioalbum Automatic for the People.
Volgens R.E.M.-zanger Michael Stipe is dit nummer een nostalgische blik naar het verleden en volgens gitarist Peter Buck gaat het nummer over stiekem zwemmen in een zwembad in Athens, Georgia wanneer ze nog jong zijn. De interpretatie blijft hoe dan ook hetzelfde: de vrijheid ervaren van vroeger. "Nightswimming" was alleen op de Britse eilanden redelijk succesvol. In R.E.M.'s thuisland de Verenigde Staten en in het Nederlandse taalgebied wist het nummer geen hitlijsten te behalen. Wel bereikte het in Nederland in 2014 voor het eerst de Top 2000. Ook in de jaren daarna wist het nummer die lijst te behalen. Ook in Vlaanderen geniet "Nightswimming" bekendheid. Zo bereikte het ook de MNM1000.

## NPO Radio 2 Top 2000
| Nummer met noteringen in de NPO Radio 2 Top 2000 | '14 | '15 | '16 | '17 | '18 | '19 | '20 | '21 | '22 | '23 | '24 |
| ------------------------------------------------ | --- | --- | --- | --- | --- | --- | --- | --- | --- | --- | --- |
| Nightswimming                                    | 616 | 551 | 503 | 470 | 586 | 648 | 575 | 631 | 580 | 651 | 649 |

1. ↑  Een vetgedrukt getal geeft de hoogste notering aan.
2. ↑  2014 was het eerste jaar met een notering voor dit nummer.